# Kasztelania poznańska
Kasztelania poznańska – kasztelania mieszcząca się niegdyś w województwie poznańskim, z siedzibą (kasztelem) w Poznaniu.

## Kasztelanowie poznańscy
| Imię i nazwisko            | Okres urzędowania                       | p.    |
| -------------------------- | --------------------------------------- | ----- |
| Piotr Szamotulski          | 1450 - 1473                             | [ 2 ] |
| Jan Ostroróg               | 1472 - 1500 (jeszcze 1501?)             | [ 3 ] |
| Rafał Leszczyński          | 1490 - 1501                             | [ 4 ] |
| Dobrogost Lwowski          | 1501 - 1507 (jeszcze 1508?)             | [ 5 ] |
| Jan Zaremba                | 1508 - 1511                             | [ 6 ] |
| Łukasz Górka               | 1511 - 1550                             | [ 6 ] |
| Andrzej Górka              | 1535 - 1551                             | [ 6 ] |
| Piotr Czarnkowski          | 1552 - 1590 (jeszcze 1591?)             | [ 6 ] |
| Jan Rozdrażewski           | 1591 - 1600                             | [ 6 ] |
| Jan Ostroróg               | 1600 - 1609 (jeszcze 1610?)             | [ 6 ] |
| Jan Roszkowski             | 1611 - 1613                             | [ 6 ] |
| Łukasz Opaliński           | (już 1613?) 1614 - 1620                 | [ 6 ] |
| Piotr Opaliński            | 1620 - 1622                             | [ 6 ] |
| Krzysztof Tuczyński        | 1623 - 1649                             | [ 6 ] |
| Franciszek Czarnkowski     | 1649 - 1655 (jeszcze 1656?)             | [ 6 ] |
| Krzysztof Grzymułtowski    | (już 1655?) 1656 - 1677 (jeszcze 1678?) | [ 6 ] |
| Stanisław Krzycki          | (już 1677?) 1678 - 1681                 | [ 6 ] |
| Wojciech Breza             | 1681 - 1687                             | [ 6 ] |
| Jan Opaliński              | 1687 - 1695                             | [ 6 ] |
| Franciszek Gałecki         | 1695 - 1697                             | [ 6 ] |
| Melchior Gurowski          | 1697 - 1700 (jeszcze 1704?)             | [ 6 ] |
| Andrzej Radomicki          | 1704 - 1709                             | [ 6 ] |
| Władysław Radomicki        | 1709 - 1729                             | [ 6 ] |
| Adam Poniński              | 1729 - 1732                             | [ 6 ] |
| Maciej Koźmiński           | 1732 - 1737                             | [ 6 ] |
| Maciej Mycielski           | 1737 - 1747                             | [ 6 ] |
| Stefan Garczyński          | 1748 - 1749                             | [ 6 ] |
| Melchior Hieronim Gurowski | 1749 - 1756                             | [ 6 ] |
| Karol Grudziński           | 1756 - 1758                             | [ 6 ] |
| Wojciech Miaskowski        | 1758 - 1760                             | [ 7 ] |
| Ignacy Twardowski          | 1760 - 1763                             | [ 6 ] |
| Józef Mielżyński           | 1763 - 1782                             | [ 6 ] |
| Roch Zbijewski             | 1782 - 1790                             | [ 6 ] |
| Rafał Gurowski             | 1790 - 1793                             | [ 8 ] |